# Cyrano angustior
Cyrano angustior là loài chuồn chuồn trong họ Chlorocyphidae. Loài này được Hämäläinen mô tả khoa học đầu tiên năm 1989.